# Conclave de 1621
O conclave de 1621 seguiu-se à morte do Papa Paulo V em 28 de janeiro de 1621 e levou à escolha do cardeal Alessandro Ludovisi como papa, tomando o nome de Gregório XV.

## Descrição
Houve três facções principais no Colégio Cardinalício, com os cardeais-sobrinhos dos papas falecidos como líderesː
- "Partido" dos Borghese – a facção do Cardeal Borghese, sobrinho de Paulo V. Agrupou 29 cardeais criados por este pontífice.

- "Partido" Clementino – agrupava os 13 cardeais elevados por Clemente VIII. Formalmente o seu líder era  o Camerlengo Pietro Aldobrandini, sobrinho de Clemente VIII.

- "Partido" Sistino – pequeno grupo liderado pelo vice-chanceler Alessandro Montalto, cardeal-sobrinho do Papa Sisto V. Tinha seis cardeais.

Três cardeais de famílias italianas (d'Este, Medici e Sforza) não se incluíram em nenhuma destas facções.
O cardeal-infante de Espanha (Fernando de Áustria) não era eleitor porque apenas tinha 12 anosː
Cria-se em geral que o próximo papa seria o candidato escolhido pelo cardeal Borghese, porque era a pessoa mais influente no Colégio. Quis eleger o seu amigo cardeal Campori, e mesmo antes de o conclave se iniciar já tinha obtido 24 declarações em seu favor. Embora Campori tivesse dois oponentes de peso (a República de Veneza e o cardeal Orsini), Borghese estava seguro que seria capaz de conseguir a eleição no primeiro dia de votação, por aclamação.
Aldobrandini e Montalto, formalmente líderes das facções, não puderam ter nenhum papel significativo durante o conclave. Aldobrandini estava gravemente doente na altura e morreu no dia seguinte à eleição do papa. Nesta situação a real liderança dos cardeais anti-Borghese foi para Alessandro Orsini, oponente à candidatura de Campori.

## A eleição de Gregório XV
O conclave começou na tarde de 8 de fevereiro. No dia seguinte, o cardeal Borghese tentou eleger Campori por aclamação mas não o conseguiu porque muitos dos seus amigos mudaram de opinião e alinharam-se com Orsini, que já tinha o apoio de França contra Campori. Face a tal forte oposição, Campori retirou a candidatura.
No escrutínio (o único no conclave), o maior número de votos (15) foi para o cardeal jesuíta Roberto Bellarmino, que já tinha declarado no conclave de maio de 1605 que não aceitaria a dignidade papal no caso de ser eleito. Com 78 anos de idade, Bellarmino manteve a sua posição.
No resto do dia os cardeais mais influentes - Borghese, Orsini, Zapata, Capponi, d'Este e Medici - procuraram uma candidatura de compromisso. A eleição do cardeal Bourbon del Monte foi proposta mas a Espanha rejeitou-o. Finalmente, os líderes das facções concordaram em eleger o idoso e doente cardeal Alessandro Ludovisi, de Bolonha, ideal para um pontificado temporário.

## Cardeais votantes
| Consistóro                    | 1621 |
| ----------------------------- | ---- |
| Dezembro 1583                 | 1    |
| Consistórios de Gregório XIII | 1    |
| Maio 1585                     | 1    |
| Novembro 1586                 | 1    |
| Dezembro 1587                 | 3    |
| Dezembro 1588                 | 1    |
| Consistórios de Sisto V       | 6    |
| Março 1591                    | 1    |
| Consistórios de Gregório XIV  | 1    |
| Setembro 1593                 | 1    |
| Junho 1596                    | 2    |
| Março 1599                    | 6    |
| Junho 1604                    | 7    |
| Consistórios de Clemente VIII | 16   |
| Julho 1605                    | 1    |
| Setembro 1606                 | 3    |
| Dezembro 1607                 | 2    |
| Novembro 1608                 | 4    |
| Agosto 1611                   | 9    |
| Dezembro 1615                 | 9    |
| Setembro 1616                 | 5    |
| Março 1618                    | 2    |
| Julho 1619                    | 1    |
| Janeiro 1621                  | 10   |
| Consistórios de Paulo V       | 46   |
| Total                         | 70   |

| Criado por                 | Cardeais | Por Cento |
| -------------------------- | -------- | --------- |
| Papa Gregório XIII (GXIII) | 01       | 1,43 %    |
| Papa Sisto V (SV)          | 06       | 8,57 %    |
| Papa Gregório XIV (GXIV)   | 01       | 1,43 %    |
| Papa Clemente VIII (CVIII) | 016      | 22,86 %   |
| Papa Paulo V (PV)          | 046      | 65,71 %   |
| Total                      | 70       | 100 %     |

### Cardeais Bispos
| Nº | Nome                              | Consistório   | Papa  |
| -- | --------------------------------- | ------------- | ----- |
| 1  | Antonio Maria Sauli               | Dezembro 1587 | SV    |
| 2  | Benedetto Giustiniani             | Dezembro 1586 | SV    |
| 3  | Francesco Maria Bourbon del Monte | Dezembro 1588 | SV    |
| 4  | Francesco Sforza                  | Dezembro 1583 | GXIII |
| 5  | Alessandro Damasceni Peretti      | Maio 1585     | SV    |
| 6  | Pietro Aldobrandini               | Setembro 1593 | CVIII |

### Cardeais Presbíteros
| Nº | Nome                              | Consistório   | Papa  |
| -- | --------------------------------- | ------------- | ----- |
| 7  | Ottavio Bandini                   | Dezembro 1587 | SV    |
| 8  | Bartolomeo Cesi                   | Junho 1596    | CVIII |
| 9  | Bonifazio Bevilacqua Aldobrandini | Março 1599    | CVIII |
| 10 | Roberto Bellarmino, S.J.          | Março 1599    | CVIII |
| 11 | Giovanni Battista Deti            | Março 1599    | CVIII |
| 12 | Domenico Ginnasi                  | Junho 1604    | CVIII |
| 13 | Antonio Zapata y Cisneros         | Junho 1604    | CVIII |
| 14 | Carlo Gaudenzio Madruzzo          | Junho 1604    | CVIII |
| 15 | Giovanni Delfino                  | Junho 1604    | CVIII |
| 16 | Giacomo Sannesio                  | Junho 1604    | CVIII |
| 17 | Scipione Caffarelli-Borghese      | Julho 1605    | PV    |
| 18 | Maffeo Barberini                  | Setembro 1606 | PV    |
| 19 | Giovanni Garzia Millini           | Setembro 1606 | PV    |
| 20 | Marcello Lante della Rovere       | Setembro 1606 | PV    |
| 21 | Michelangelo Tonti                | Novembro 1608 | PV    |
| 22 | Fabrizio Veralli                  | Novembro 1608 | PV    |
| 23 | Giovanni Battista Leni            | Novembro 1608 | PV    |
| 24 | Decio Carafa                      | Agosto 1611   | PV    |
| 25 | Domenico Rivarola                 | Agosto 1611   | PV    |
| 26 | Jean de Bonsi                     | Agosto 1611   | PV    |
| 27 | Filippo Filonardi                 | Agosto 1611   | PV    |
| 28 | Pier Paolo Crescenzi              | Agosto 1611   | PV    |
| 29 | Giacomo Serra                     | Agosto 1611   | PV    |
| 30 | Agostinho Galamini, O.P.          | Agosto 1611   | PV    |
| 31 | Gaspar de Borja y Velasco         | Agosto 1611   | PV    |
| 32 | Felice Centini, O.F.M.Conv.       | Agosto 1611   | PV    |
| 33 | Roberto Ubaldini                  | Dezembro 1615 | PV    |
| 34 | Tiberio Muti                      | Dezembro 1615 | PV    |
| 35 | Giulio Savelli                    | Dezembro 1615 | PV    |
| 36 | Alessandro Ludovisi               | Setembro 1616 | PV    |
| 37 | Ladislaus de Aquino               | Setembro 1616 | PV    |
| 38 | Pietro Campori                    | Setembro 1616 | PV    |
| 39 | Matteo Priuli                     | Setembro 1616 | PV    |
| 40 | Scipione Cobelluzzi               | Setembro 1616 | PV    |
| 41 | Pietro Valier                     | Janeiro 1621  | PV    |
| 42 | Giulio Roma                       | Janeiro 1621  | PV    |
| 43 | Cesare Gherardi                   | Janeiro 1621  | PV    |
| 44 | Desiderio Scaglia, O.P.           | Janeiro 1621  | PV    |
| 45 | Stefano Pignatelli                | Janeiro 1621  | PV    |

### Cardeais Diáconos
| Nº | Nome                           | Consistório   | Papa  |
| -- | ------------------------------ | ------------- | ----- |
| 46 | Andrea Baroni Peretti Montalto | Junho 1596    | CVIII |
| 47 | Alessandro d'Éste              | Março 1599    | CVIII |
| 48 | Carlo Emmanuele Pio di Savoia  | Junho 1604    | CVIII |
| 49 | Luigi Capponi                  | Novembro 1608 | PV    |
| 50 | Carlos Fernando de Médici      | Dezembro 1615 | PV    |
| 51 | Alessandro Orsini              | Dezembro 1615 | PV    |

### Cardeais ausentes

#### Cardeais Presbíteros
| Nº | Nome                                | Consistório   | Papa  |
| -- | ----------------------------------- | ------------- | ----- |
| 52 | Federigo Borromeo                   | Dezembro 1587 | SV    |
| 53 | Odoardo Farnese                     | Março 1591    | GXIV  |
| 54 | Franz Seraph von Dietrichstein      | Março 1599    | CVIII |
| 55 | François d'Escoubleau de Sourdis    | Março 1599    | CVIII |
| 56 | Giovanni Doria                      | Junho 1604    | CVIII |
| 57 | François de La Rochefoucauld        | Dezembro 1607 | PV    |
| 58 | Maurício de Sabóia                  | Dezembro 1607 | PV    |
| 59 | Luís de Guise                       | Dezembro 1615 | PV    |
| 60 | Gabriel Trejo Paniagua              | Dezembro 1615 | PV    |
| 61 | Baltasar Moscoso y Sandoval         | Dezembro 1615 | PV    |
| 62 | Melchior Klesl                      | Dezembro 1615 | PV    |
| 63 | Henri de Gondi                      | Março 1618    | PV    |
| 64 | Francisco Gómez de Sandoval y Rojas | Março 1618    | PV    |

#### Cardeal Diácono
| Nº | Nome                                        | Consistório  | Papa |
| -- | ------------------------------------------- | ------------ | ---- |
| 65 | Fernando de Áustria                         | Julho 1619   | PV   |
| 66 | Francesco Cennini de' Salamandri            | Janeiro 1621 | PV   |
| 67 | Guido Bentivoglio                           | Janeiro 1621 | PV   |
| 68 | Eitel Frederico de Hohenzollern-Sigmaringen | Janeiro 1621 | PV   |
| 69 | Louis de Nogaret de La Valette              | Janeiro 1621 | PV   |
| 70 | Agustín Spínola                             | Janeiro 1621 | PV   |